# Liste der Kulturgüter im Kanton Aargau
Die Liste der Kulturgüter im Kanton Aargau bietet eine Übersicht zu Verzeichnissen von Objekten unter Kulturgüterschutz in den 212 Gemeinden des Kantons Aargau. Die Verzeichnisse enthalten Kulturgüter von nationaler, regionaler und lokaler Bedeutung.

## Geordnet nach Gemeinden in alphabetischer Reihenfolge

### A–E
- Aarau
- Aarburg
- Abtwil
- Ammerswil
- Aristau
- Arni *
- Auenstein
- Auw
- Baden
- Beinwil (Freiamt)
- Beinwil am See
- Bellikon
- Bergdietikon
- Berikon
- Besenbüren
- Bettwil
- Biberstein
- Birmenstorf
- Birr
- Birrhard *
- Birrwil
- Boniswil
- Boswil
- Bottenwil
- Böttstein
- Bözberg
- Böztal
- Bremgarten
- Brittnau
- Brugg
- Brunegg
- Buchs
- Bünzen
- Büttikon
- Buttwil
- Densbüren
- Dietwil
- Dintikon *
- Dottikon
- Döttingen
- Dürrenäsch
- Eggenwil
- Egliswil
- Ehrendingen
- Eiken *
- Endingen
- Ennetbaden
- Erlinsbach

### F–L
- Fahrwangen
- Fischbach-Göslikon
- Fisibach
- Fislisbach
- Freienwil *
- Frick
- Full-Reuenthal
- Gansingen
- Gebenstorf
- Geltwil
- Gipf-Oberfrick
- Gontenschwil
- Gränichen
- Habsburg
- Hägglingen
- Hallwil
- Hausen
- Hellikon
- Hendschiken
- Herznach-Ueken
- Hirschthal *
- Holderbank
- Holziken *
- Hunzenschwil
- Islisberg *
- Jonen
- Kaiseraugst
- Kaisten
- Kallern
- Killwangen
- Kirchleerau
- Klingnau
- Koblenz
- Kölliken
- Künten
- Küttigen
- Laufenburg
- Leibstadt
- Leimbach
- Lengnau
- Lenzburg
- Leuggern
- Leutwil
- Lupfig

### M–R
- Magden
- Mägenwil
- Mandach
- Meisterschwanden
- Mellikon
- Mellingen
- Menziken
- Merenschwand
- Mettauertal
- Möhlin
- Mönthal
- Moosleerau
- Möriken-Wildegg
- Muhen
- Mühlau
- Mülligen
- Mumpf
- Münchwilen
- Murgenthal
- Muri
- Neuenhof
- Niederlenz
- Niederrohrdorf
- Niederwil
- Oberentfelden
- Oberhof *
- Oberkulm
- Oberlunkhofen
- Obermumpf
- Oberrohrdorf
- Oberrüti
- Obersiggenthal
- Oberwil-Lieli
- Oeschgen
- Oftringen
- Olsberg
- Othmarsingen
- Reinach
- Reitnau
- Remetschwil
- Remigen
- Rheinfelden
- Riniken
- Rothrist
- Rottenschwil
- Rudolfstetten-Friedlisberg *
- Rüfenach
- Rupperswil

### S–Z
- Safenwil
- Sarmenstorf
- Schafisheim
- Schinznach
- Schlossrued
- Schmiedrued *
- Schneisingen
- Schöftland
- Schupfart
- Schwaderloch
- Seengen
- Seon
- Siglistorf
- Sins
- Sisseln
- Spreitenbach
- Staffelbach
- Staufen
- Stein
- Stetten
- Strengelbach
- Suhr
- Tägerig
- Tegerfelden
- Teufenthal
- Thalheim
- Uerkheim
- Uezwil
- Unterentfelden *
- Unterkulm
- Unterlunkhofen
- Untersiggenthal
- Veltheim
- Villigen
- Villmergen
- Villnachern
- Vordemwald
- Wallbach
- Waltenschwil
- Wegenstetten
- Wettingen
- Widen *
- Wiliberg *
- Windisch
- Wittnau
- Wohlen
- Wohlenschwil
- Wölflinswil
- Würenlingen
- Würenlos
- Zeihen *
- Zeiningen
- Zetzwil
- Zofingen
- Zufikon
- Zurzach
- Zuzgen

* Diese Gemeinde besitzt keine Objekte der Kategorien A oder B, kann aber (zzt. nicht dokumentierte) C-Objekte besitzen.